# Karl Freiberger

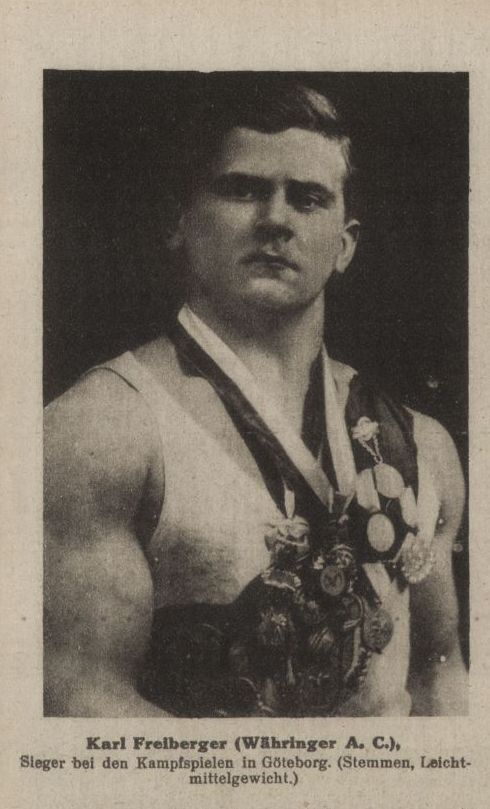
Karl Freiberger

Karl Anton Maria Freiberger (* 6. Februar 1902; † 22. September 1977 in Wien) war ein österreichischer Gewichtheber. Er wurde 1923 Weltmeister im Mittelgewicht und war 1924 und 1928 Olympiateilnehmer.

## Werdegang
Karl Freiberger begann nach dem Ersten Weltkrieg in Wien mit dem Gewichtheben. Sein erster Verein war der Athleten-Klub „Vollkraft“ Wien. Später wechselte er zum „Währinger“ Athleten-Klub Wien und seine Karriere beendete er beim Kraftsport-Verein (KSV) Wien. Sein erster bemerkenswerter Erfolg war der Sieg bei den österreichischen Junioren-Meisterschaften 1920, wo er im Leichtgewicht in einem Dreikampf, der aus einarmigem Reißen, einarmigem Stoßen und beidarmigem Stoßen bestand, mit 262,5 kg den Meistertitel gewann.
In den folgenden Jahren gelang ihm eine sehr erfolgreiche Laufbahn, die im Gewinn des Weltmeistertitels im Mittelgewicht bei der Weltmeisterschaft 1923 in Wien seinen Höhepunkt hatte. Er siegte in Wien in einem Vierkampf mit 387,5 kg vor seinem Landsmann Leopold Friedrich (Gewichtheber) und dem lettischen Vize-Weltmeister von 1922 Alberts Ozoliņš. Schon ein Jahr vorher kam er bei den Deutschen Kampfspielen in Berlin im Fünfkampf mit 435 kg hinter Heinrich Lang vom KV 95 Stuttgart auf den 2. Platz.
1924 qualifizierte sich Karl Freiberger für die Teilnahme an den Olympischen Spielen 1924 in Paris. In Paris erreichte er im Fünfkampf 487,5 kg und landete damit auf dem undankbaren 4. Platz hinter Charles Rigoulot, Frankreich, 502,5 kg, Fritz Hünenberger, Schweiz, 490 kg und Leopold Friedrich, 490 kg vor ihm lagen.
Danach kam ein kurzer Zeitraum, in dem Karl Freiberger für den Bundesbahner SV Wien, einem Verein, der dem österreichischen Arbeiter-Athleten-Bund angehörte, startete. Für diesen Verband war er 1926 in Wien beim 2. Int. Arbeiter-Turn- und Sportfest (Arbeiter-Olympiade) am Start und siegte im Halbschwergewicht in einem Dreikampf, der aus einarmigem Reißen, einarmigem Stoßen und beidarmigem Stoßen bestand, mit 307,5 kg.
Vor 1928 war er zum Allgem. Österr. Schwerathletik-Verband zurückgekehrt. Er qualifizierte sich wieder für die Teilnahme an den Olympischen Spielen 1928 in Amsterdam und belegte dort im Halbschwergewicht mit 322,5 kg den 6. Platz.
Danach hob er noch viele Jahre weiter und belegte bei österreichischen Meisterschaften, nunmehr im Schwergewicht startend, sehr gute Plätze, nahm aber an keinen internationalen Meisterschaften mehr teil. 1936 versuchte er, sich im Schwergewicht noch einmal für die Teilnahme an den Olympischen Spielen in Berlin zu qualifizieren. Er erzielte dabei in Wien im olympischen Dreikampf 355 kg, mit denen er hinter Rudolf Schilberg und Karl Schmidt den 3. Platz belegte. Für eine Teilnahme in Berlin reichte dieses Ergebnis aber nicht mehr.
Danach beendete er seine Karriere.

## Internationale Erfolge
| Jahr | Platz | Wettbewerb                                                           | Wettkampfart | Gewichtsklasse | Ergebnisse |
| 1922 | 2.    | Deutsche Kampfspiele in Berlin                                       | FK           | Mittel         | mit 435 kg, hinter Heinrich Lang (Gewichtheber), KV 95 Stuttgart, 457,5 kg und vor Alois Richetzky, Wien, 427,5 kg                                              |
| 1923 | 1.    | Göteborger Kampfspiele                                               | DK           | Mittel         | mit 272,5 kg (72,5-85-115), vor Albert Ozolins, Lettland, 260 kg (67,5-77,5-115)                                                                                |
| 1923 | 1.    | WM in Wien                                                           | VK           | Mittel         | mit 387,5 kg (77,5-95-95-90-125), vor Leopold Friedrich, Österreich, 375 kg (75-95-85-12= und Albert Ozolins, 355 kg (70-85-82,5-117,5)                         |
| 1924 | 4.    | OS in Paris                                                          | FK           | Halbschwer     | mit 487,5 kg, hinter Charles Rigoulot, Frankreich, 502,5 kg (87,5-92,5-95-102,5-140), Fritz Hünenberger, 490 kg und Leopold Friedrich, 490 kg (75-95-95-95-130) |
| 1926 | 1.    | 2. Intern. Arbeiter Turn- und Sportfest (Arbeiter-Olympiade) in Wien | DK           | Halbschwer     | mit 307,5 kg (82,5-90-135), vor Kozian, Österreich, 282,5 kg und Habermehl, Deutschland, 260 kg                                                                 |
| 1928 | 6.    | OS in Amsterdam                                                      | OD           | Halbschwer     | mit 322,5 kg (95-95-132,5); Sieger: Sayed Nosseir, Ägypten, 355 kg (100-112,5-142,5) vor Louis Hostin, Frankreich, 352,5 kg (100-110-142,5)                     |

## Nationale Wettkämpfe
| Jahr | Platz | Wettbewerb                                 | Wettkampfart | Gewichtsklasse | Ergebnisse                                                                                  |
| 1920 | 1.    | Österr. Juniorenmeisterschaft              | DK           | Leicht         | mit 262,5 kg (65-77,5-120)                                                                  |
| 1920 | 5.    | Österr. Meisterschaft                      | VK           | Mittel         | Sieger: Karl Skritezky, 375 kg                                                              |
| 1921 | 3.    | Wiener Meisterschaft                       | FK           | Mittel         | mit 435 kg (72,5-80-80-80-110), hinter Erhard Mehrl, 452,5 kg und Alois Richetzky, 450,5 kg |
| 1921 | 3.    | Österr. Meisterschaft                      | VK           | Mittel         | mit 353,5 kg (70-85-80-110), hinter Alois Richetzky, 368,5 kg und Josef Kammerer, 363,75 kg |
| 1922 | 1.    | Qualif. f.d. Deutschen Kampfspiele in Wien | FK           | Mittel         | mit 435 kg (70-85-82,5-85-112,5), vor R. Ax, Wien, 432,5 kg und Alois Richetzky, 422,5 kg   |
| 1924 | 1.    | Wiener Meisterschaft                       | FK           | Halbschwer     | mit 505 kg (75-90-92,5-90-135), vor Leopold Friedrich, Wien, 499,5 kg (75-95-90-95-135)     |
| 1924 | 1.    | Olympia-Qualif. in Wien                    | FK           | Halbschwer     | mit 487,5 kg (77,5-95-92,5-92,5-130), vor Leopold Friedrich, 475 kg (75-95-85-95-125)       |
| 1924 | 1.    | Österr. Meisterschaft                      | VK           | Halbschwer     | mit 422,5 kg (80-95-95-130), vor R. Ax, 396,4 kg                                            |
| 1926 | 1.    | Österr. Meisterschaft des AAB              | FK           | Schwer         | mit 525 kg (82,5-95-97,5-97,5-130)                                                          |
| 1928 | 1.    | Olympia-Qualif. in Wien                    | OD           | Halbschwer     | mit 315 kg (87,5-95-132,5), vor Josef Zeman (Gewichtheber), Wien, 305 kg                    |
| 1931 | 2.    | Österr. Meisterschaft                      | OD           | Schwer         | mit 330 kg, hinter Rudolf Schilberg, Wien, 380 kg                                           |
| 1935 | 2.    | Österr. Meisterschaft                      | OD           | Schwer         | mit 345 kg, hinter Josef Zeman, 365 kg                                                      |
| 1936 | 3.    | Olympia-Qualif. in Wien                    | OD           | Schwer         | mit 355 kg, hinter Rudolf Schilberg, 362,5 kg und Karl Schmidt, AC „Gaswerk“ Wien, 355 kg   |

Erläuterungen
- Leichtgewicht, Gewichtsklasse bis 67,5 kg, Mittelgewicht, bis 75 kg, Halbschwergewicht,b is 82,5 kg und Schwergewicht, über 82,5 kg Körpergewicht
- DK = Dreikampf, bestehend aus einarmigem Reißen, einarmigem Stoßen und beidarmigem Stoßen; OD = olympischer Dreikampf, bestehend aus beidarmigem Drücken, Reißen und Stoßen, VK = Vierkampf, bestehend aus einarmigem Reißen, einarmigem Stoßen, beidarmigem Drücken und beidarmigem Stoßen, FK = Fünfkampf, bestehend einarmigem Reißen, einarmigem Stoßen, beidarmigem Drücken, Reißen und Stoßen
- bis 1927 war in Österreich freies und unfreies Umsetzen gestattet; Athleten, die frei umsetzten, erhielten einen „Zuschlag“ von 10 % des gehobenen Gewichts
- OS = Olympische Spiele, WM = Weltmeisterschaft